# Papenoo
Papenoo (Turo Raapoto) ou Papenoʻo (Académie tahitienne) est l'une des communes associées de la commune de Hitiaa O Te Ra, sur l'île de Tahiti en Polynésie française. Elle est connue pour ses plages de sable noir, ses spots de surf et ses vallées sauvages.
Les précipitations sont très favorables dans cette partie de l'île, grâce à ses nombreuses montagnes. La vallée de Papenoo possède la plus grande rivière de l'île de Tahiti nommée Vaituoru. Elle fournit également grâce à des centrales hydroélectriques installées par EDT (Électricité de Tahiti), de l'électricité à la population de Tahiti. Elle abrite de nombreux sites touristiques, comme le parc naturel de Te Faaiti et le site de Fare Hape, dont l'accès est réglementé pour éviter toute dégradation.
La commune de Papenoo abrite aussi Tahiti Nui Télécom, une société de télécommunications qui permet l'utilisation d'Internet et de la télévision par satellite dans toute la Polynésie française.
La commune est réputée pour ses spots de surfs pour débutants et ses compétitions.
Le nom de la commune peut se traduire par eaux convergentes de pape, l'eau et noo, la poupe d'une pirogue.

## Démographie
Voici un tableau démographique sur la commune de Papenoo :
Évolution démographique
| 1977                                           | 1983  | 1988  | 1996  | 2002  | 2007  | 2012  | 2017  |
| ---------------------------------------------- | ----- | ----- | ----- | ----- | ----- | ----- | ----- |
| 1 334                                          | 1 763 | 2 094 | 2 690 | 3 177 | 3 521 | 3 766 | 4 005 |
| Sources ISPF, Mairie de Papenoo * : estimation |       |       |       |       |       |       |       |

## Lieux et monuments
Le temple protestant Ebenezer est construit en 1933-1934 sur l'impulsion du chef de Papenoo Teriieroo a Teriierooiterai. Inauguré en 1935.

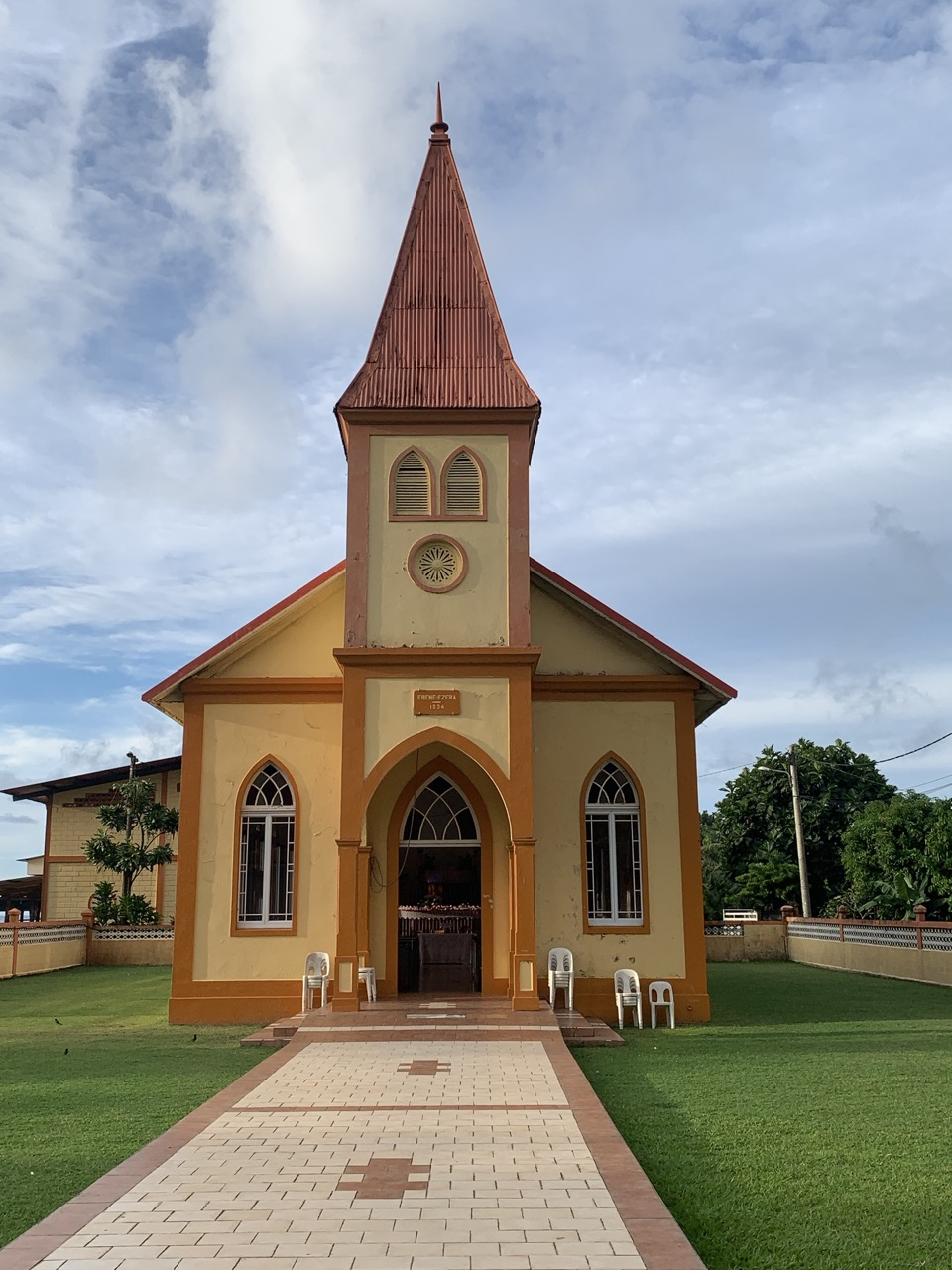
Temple Ebenezer de Papenoo
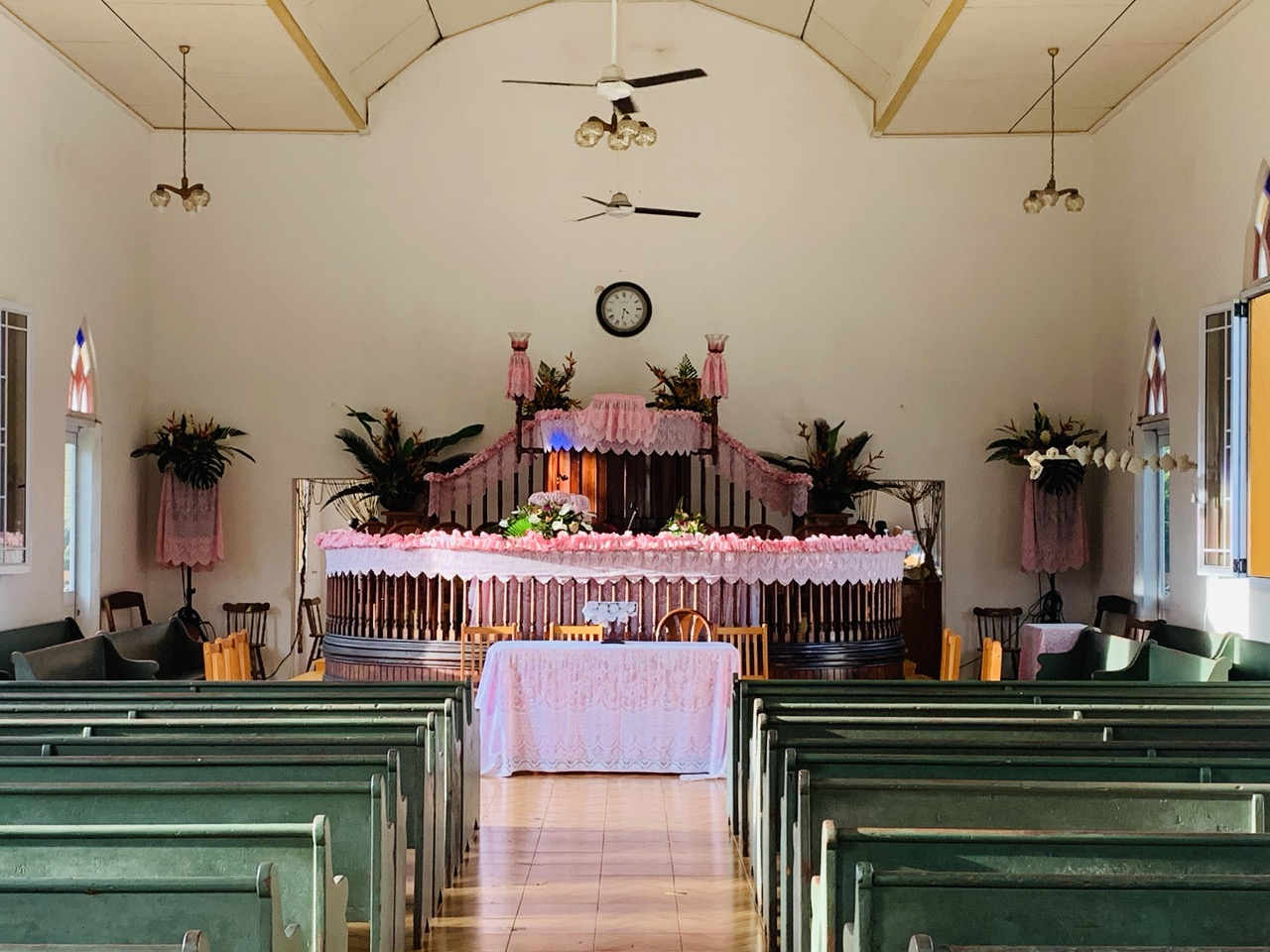
Intérieur du temple Ebenezer
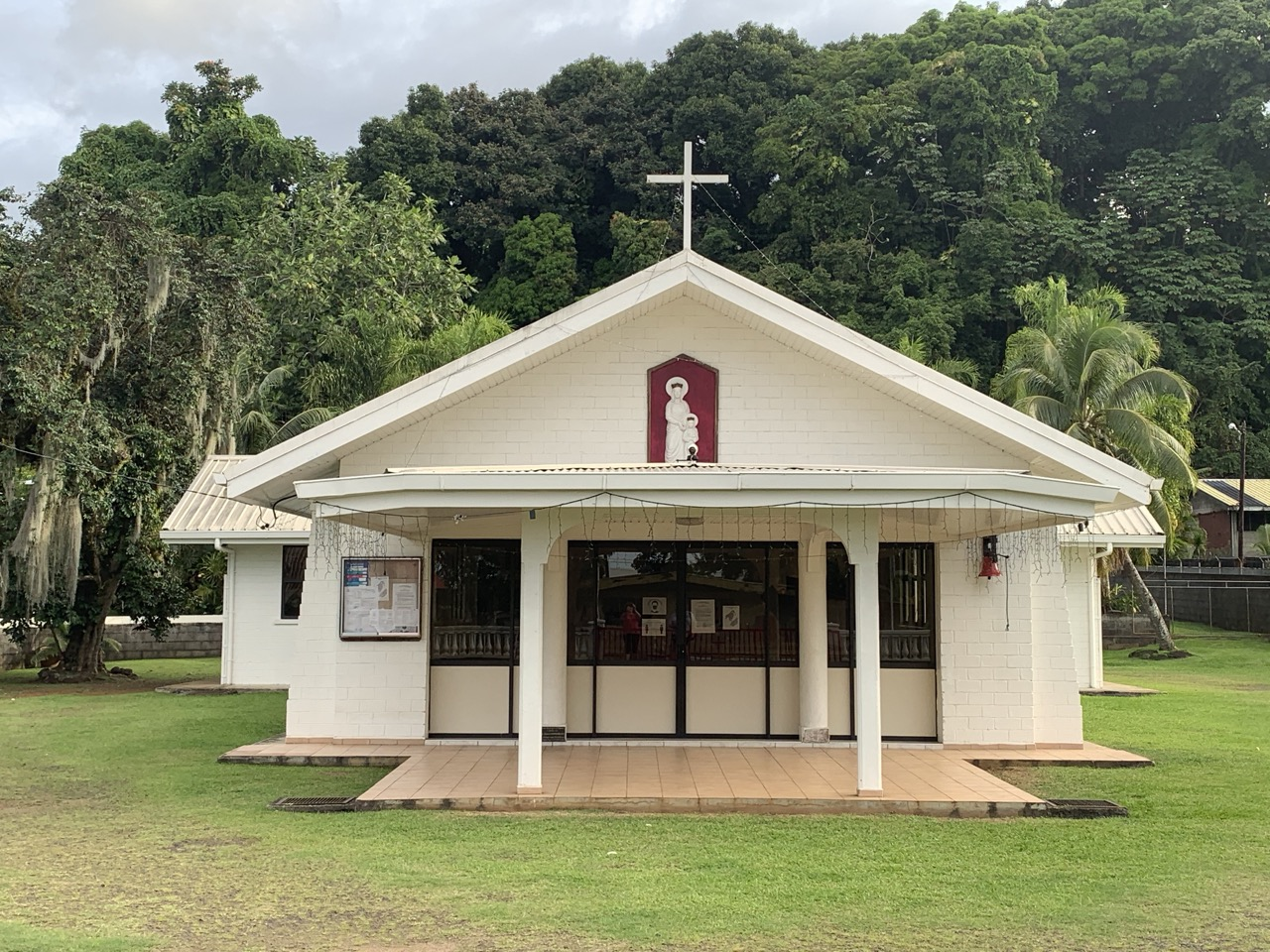
Eglise Sainte-Anne de Papenoo
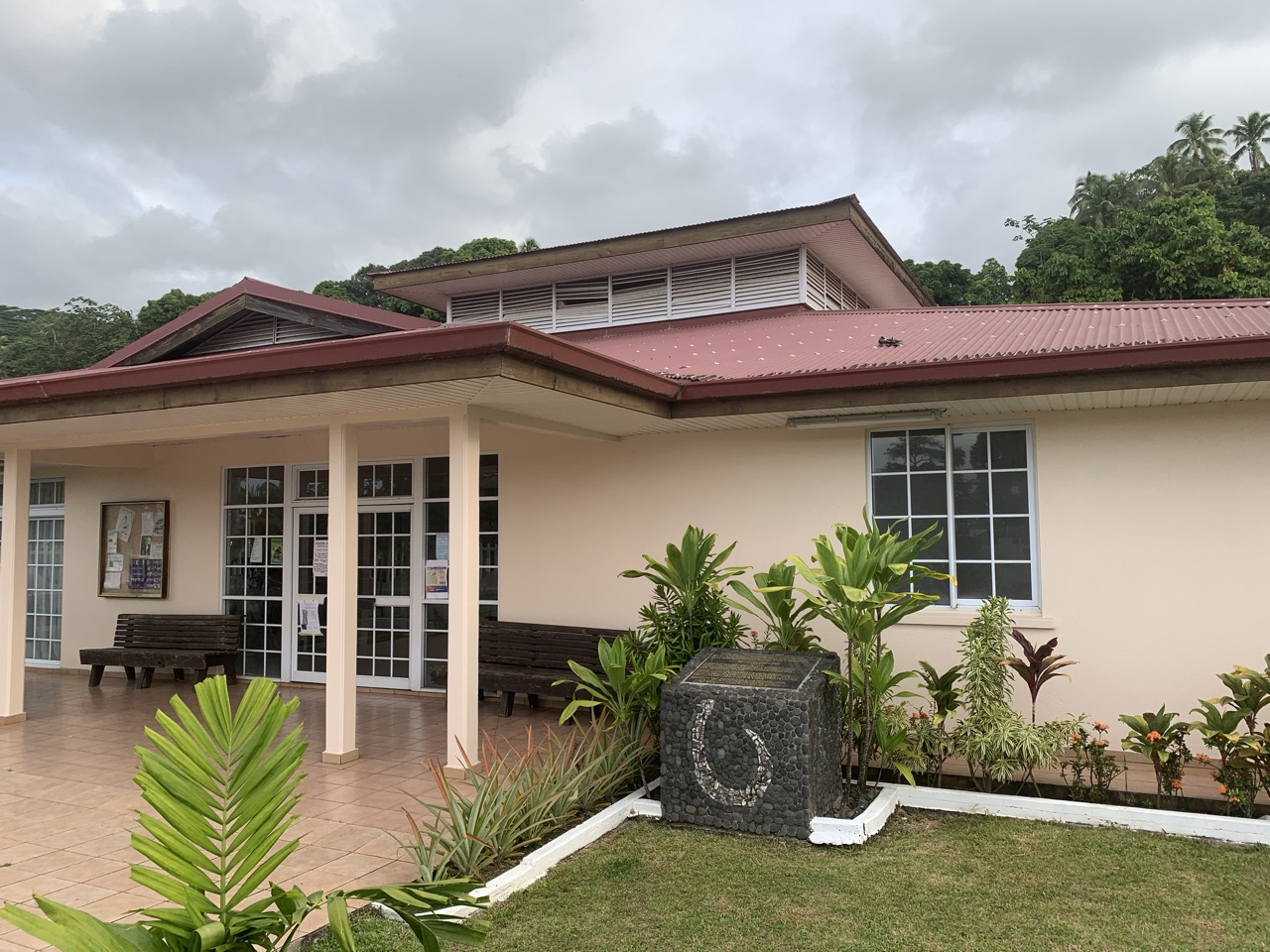
Mairie et dispensaire de Papenoo

## L'AssociationHaururu
L’Association Haururu a été fondé le 18 février 1994, avec Patrick Amaru comme premier président. Elle a pour objectif la protection, le développement et l’aménagement de la vallée de Papenoo. Elle a également pris possession du site de Fare Hape. L'association s’occupe de l’entretien des sites de Fare Hape, d'Anapua et un peu plus tard du site sur la terre Tefaahuhu. Une pierre fondatrice de Haururu a d’ailleurs été transportée depuis le rivage et nommée « Tiava mata te papa nui arioi ».                            En 1995, l’association Haururu organise le nettoyage de la baie de Te Avaava et lutte pour arrêter les dépôts de déchets à Papenoo. Elle a ainsi fermé la décharge à ciel ouvert présente à l’entrée de la vallée par un blocage durant près d’une semaine avec d’autres associations. 
Du côté de la culture, Haururu a présenté son premier spectacle du « Umu Ti » à Te Avaava sous le thème « Te Hono ». 
En 1996, le nettoyage de l’embouchure de la Vaitu’oru est effectué par les membres de l’association et des surfeurs. La même année, un blocage des installations hydro-électrique est entrepris avec la mise en place d’une commission chargée du suivi des travaux. Elle a permis la mise en œuvre de plantations d’arbres dans la vallée appelé « Opération 5 000 arbres et 5 000 enfants ».            
Située à l’embouchure de la Papenoo, Muriavai ou Hionui est devenue un lieu de spectacle et de cérémonie. Cette année là, elle avait pour thème « Aihau ». Dans la vallée, près du site de Fare Hape, c'est la construction des premiers « Fare », avec Fare Metua, Fare Haupape, Fare Ta’oto et le Fare Ia Manaha. En 1997, l’installation de l’électricité se fait sur tout le site de Fare Hape. L’association présente ainsi son tout premier spectacle dans la vallée, avec pour thème « Te iho vaite no te haere po ».  
En 1998, le cyclone Martin fait des ravages par la destruction du Fare Ta’oto et de nombreux arbres plantés. Haururu crée son « Taura Tupuna » (la corde ancestrale), à travers un autre spectacle à Fare Hape. Elle donne d’ailleurs plusieurs représentations, dans les communes de Tautira et de Papenoo. L’association Haururu fait son premier déplacement hors de sa commune, vers les îles de Huahine et de Kauai à Hawaii, en présentant son spectacle « Taura Tupuna ». 

## Légendes et récits
- Récit de Pitohiti : lorsque le soleil se lève à l'horizon, Pitohiti est le premier sommet de Tahiti à recevoir ses rayons lumineux. Selon les Anciens, il est le nombril de Hiti, ancien nom de Tahiti. Pitohiti, situé à l'est du mont Orohena, est depuis toujours la fierté des gens du district. Le chef Teriieroo a Teriierooiteraì baptisa de ce nom l'ancienne maison d'accueil de la paroisse.

- Le motu Anapa, situé devant la plage de Papenoo serait d'après une légende le bateau de Hiro pétrifié, surmonté de ses deux mats transformés en arbres (àito)[7].

- La pointe Tā-pahi est une pointe rocheuse volcanique qui délimite les districts de Māhina et de Papenoo, et s'élève à une vingtaine de mètres au-dessus du niveau de la mer. Des légendes sont associées à ce lieu, comme celle de la grotte Monoìhere où Hina, la fille de l'ogresse Nona, retrouve en cachette son amant Monoìhere. Il y a également la légende de la source de Vai-Piihoro qui se trouve juste après la pointe en direction de Papenoo. Les récits anciens disent qu'autrefois se trouvait sur les lieux un mauvais esprit ayant la forme d'un chien, Vai-Piihoro. Celui-ci se déplaçait le soir entre la limite Orofara et Papenoo, pour surveiller les personnes qui y pénétraient et surtout les ennemis.

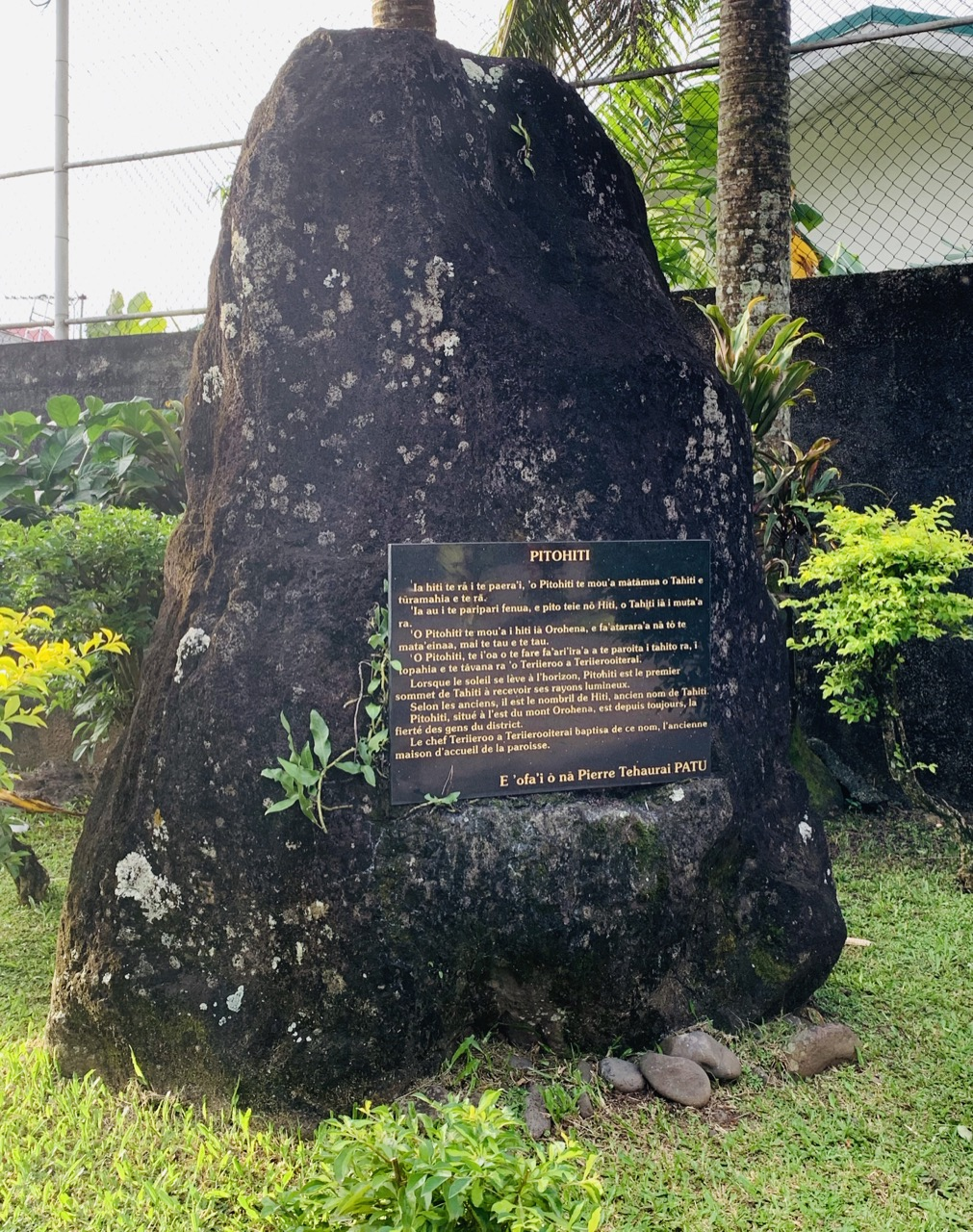
Recit de Pitohiti
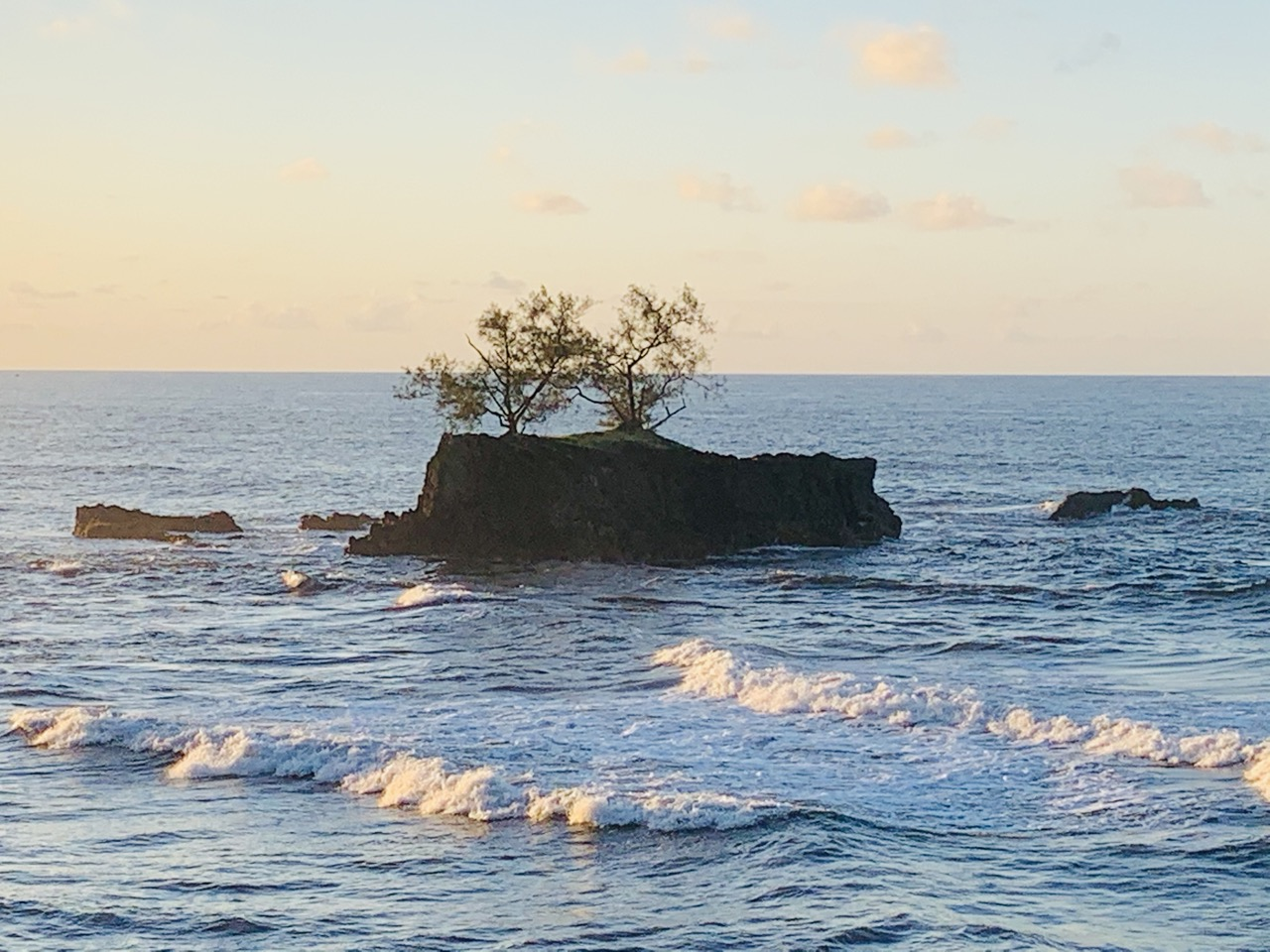
Motu Anapa ou bateau de Hiro
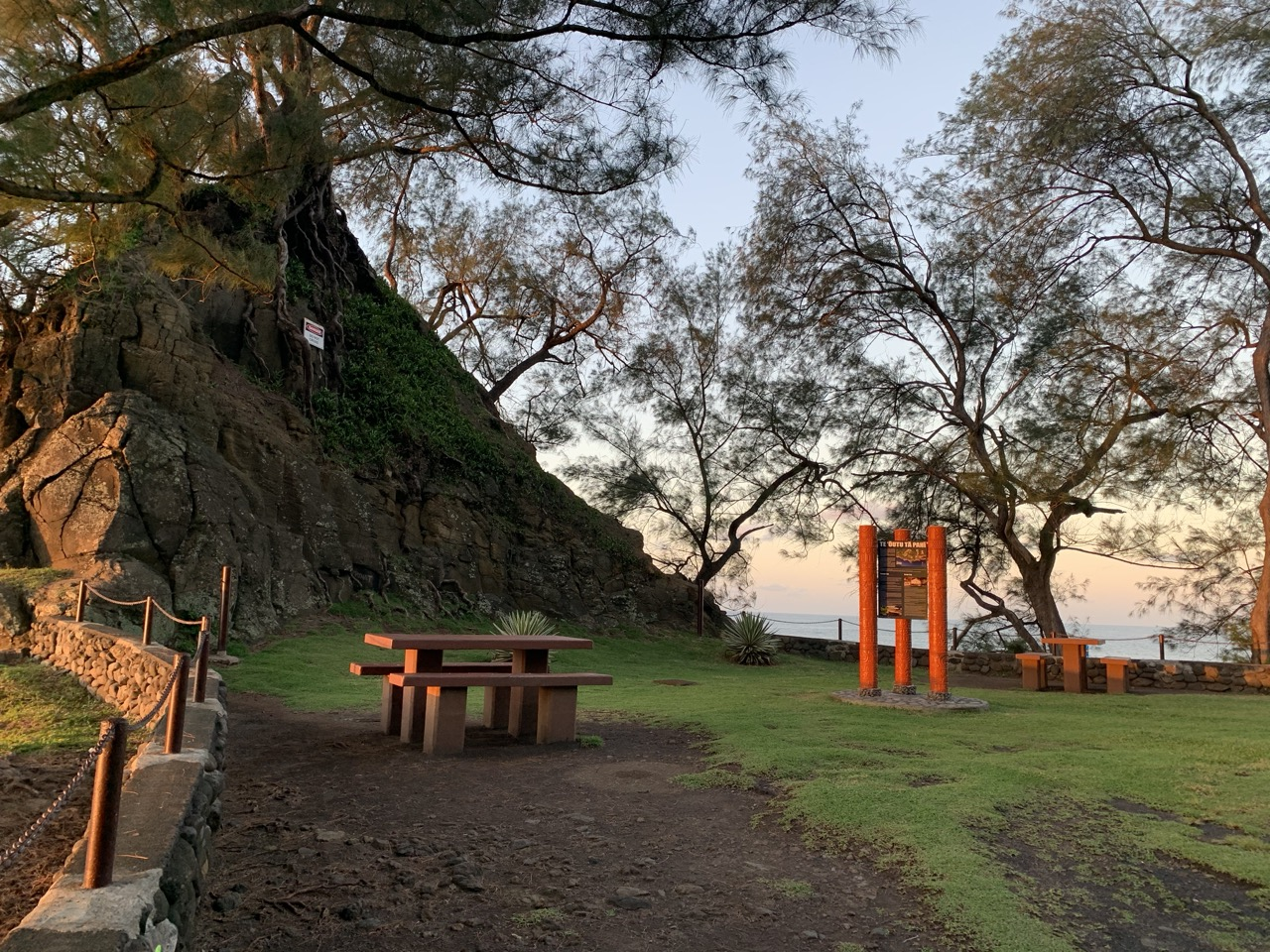
Pointe Tā-pahi

## Parc naturel de Te Faaiti

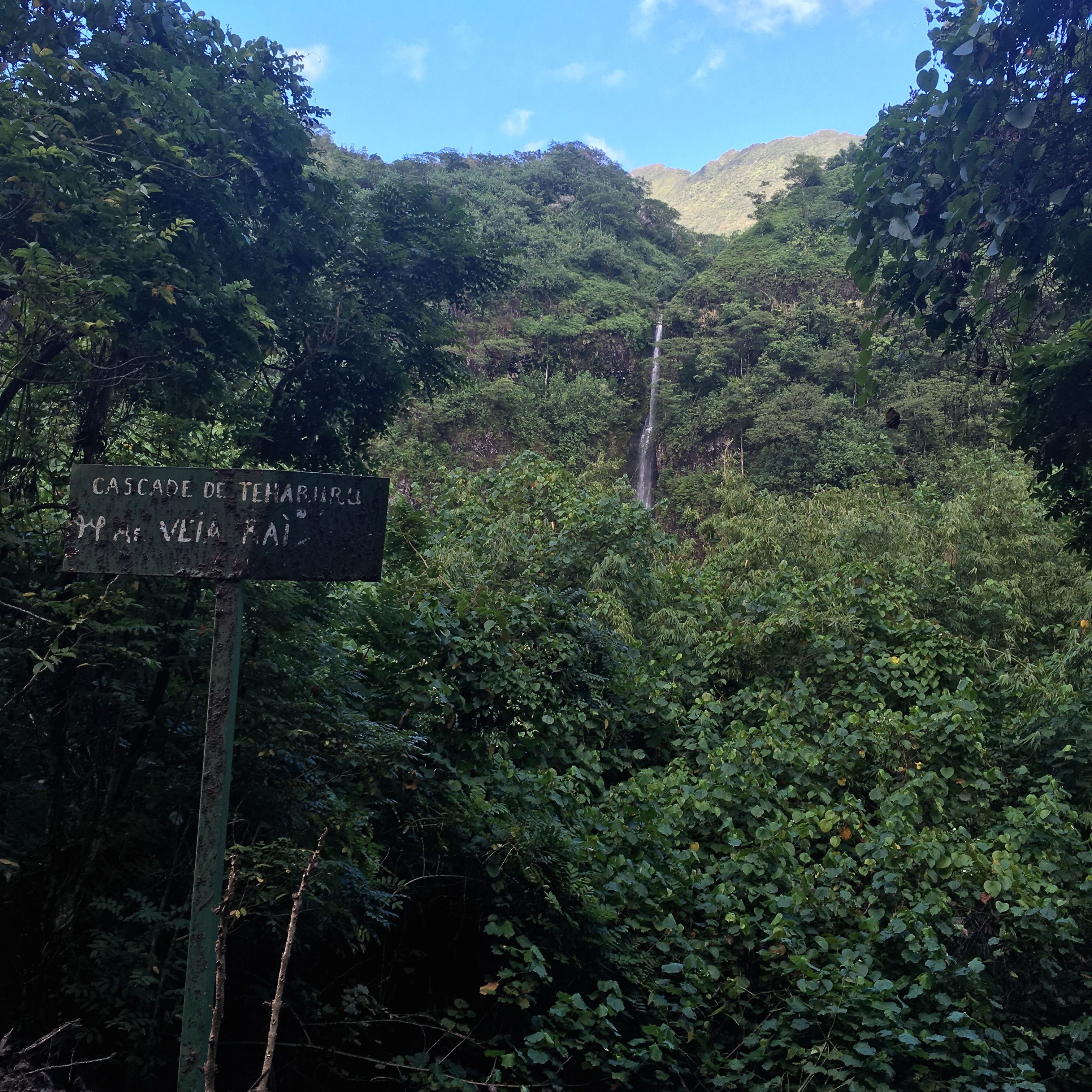
Cascade de Teharuru
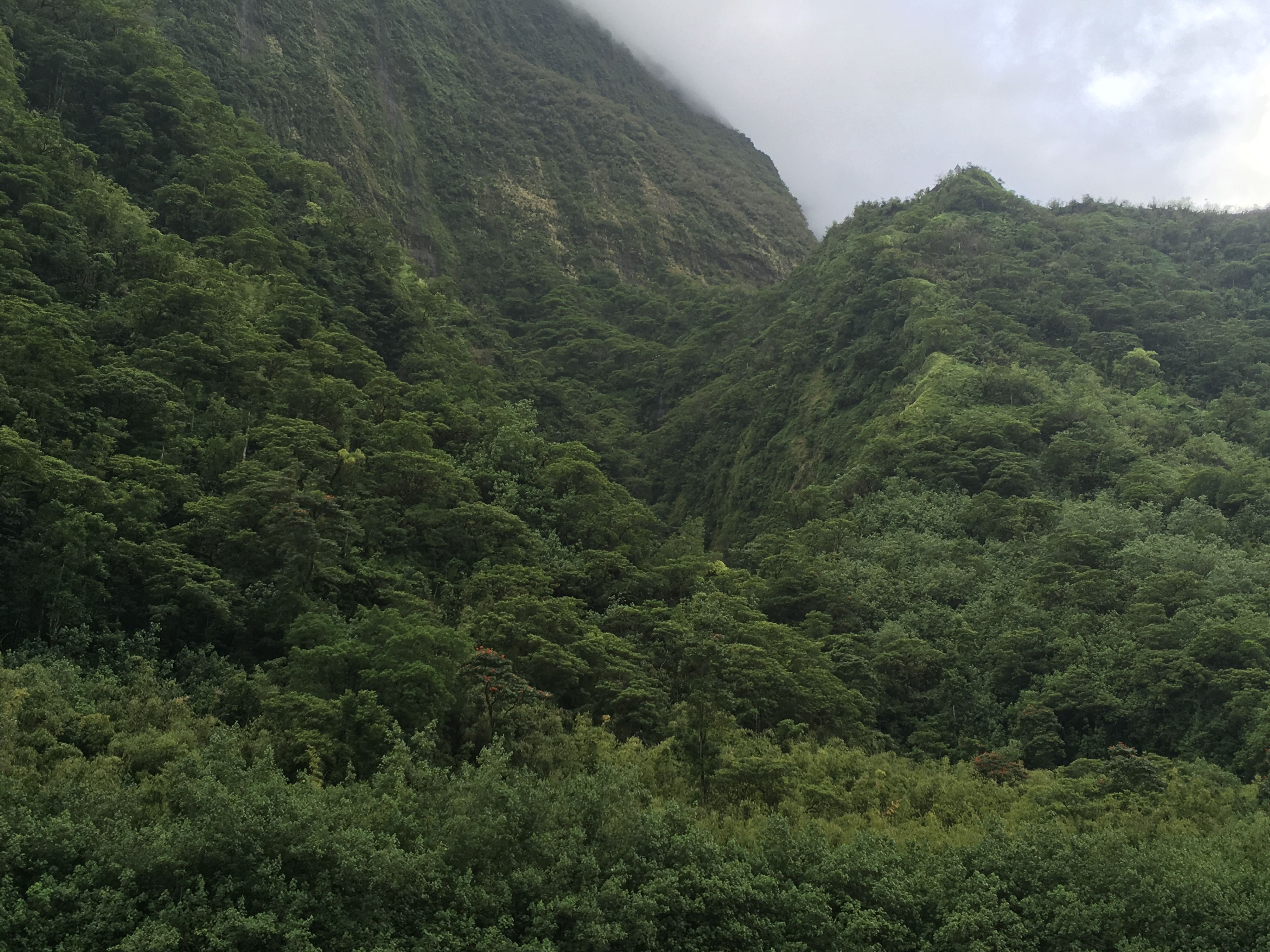
Vallée de Papenoo
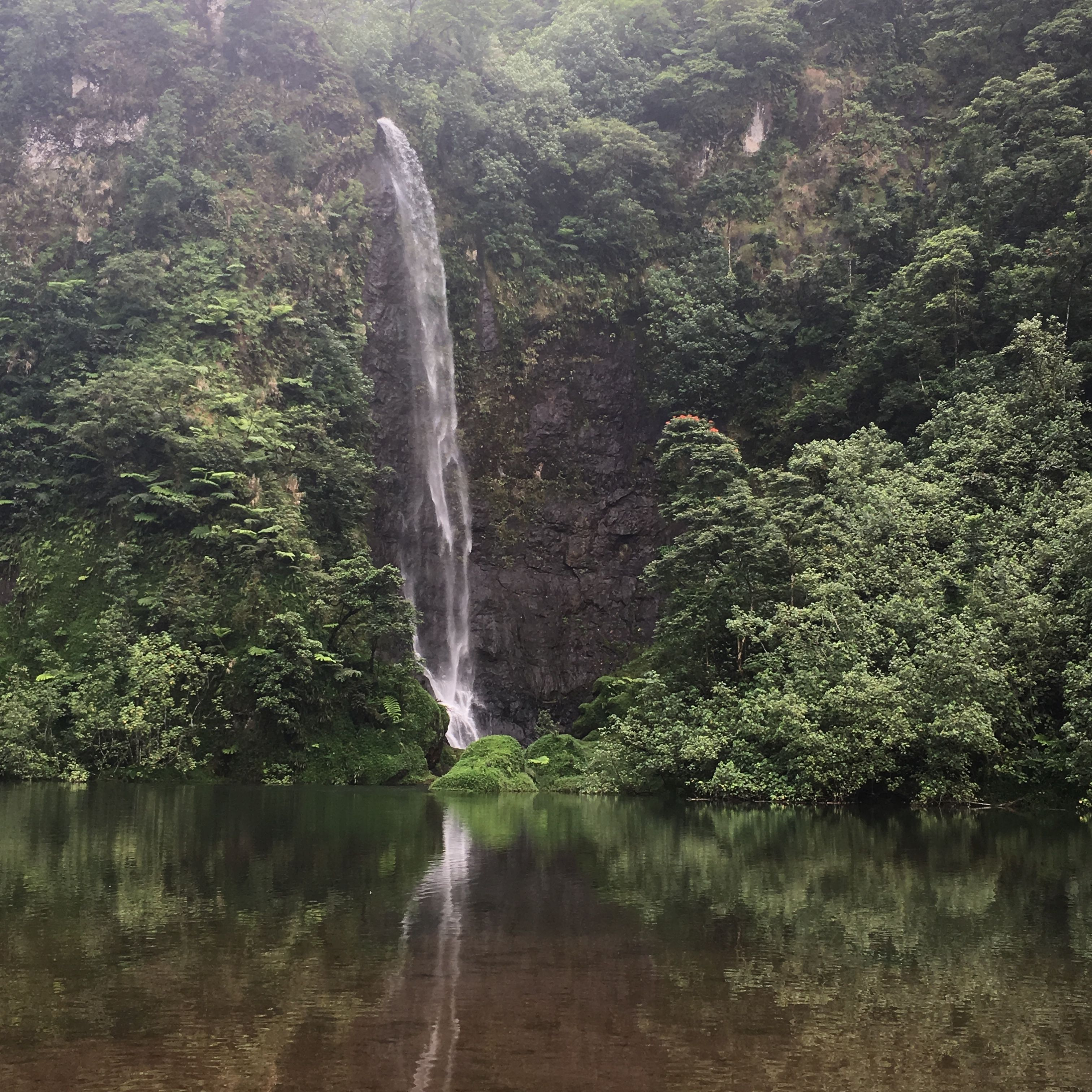
Cascade dans la vallée de Papenoo
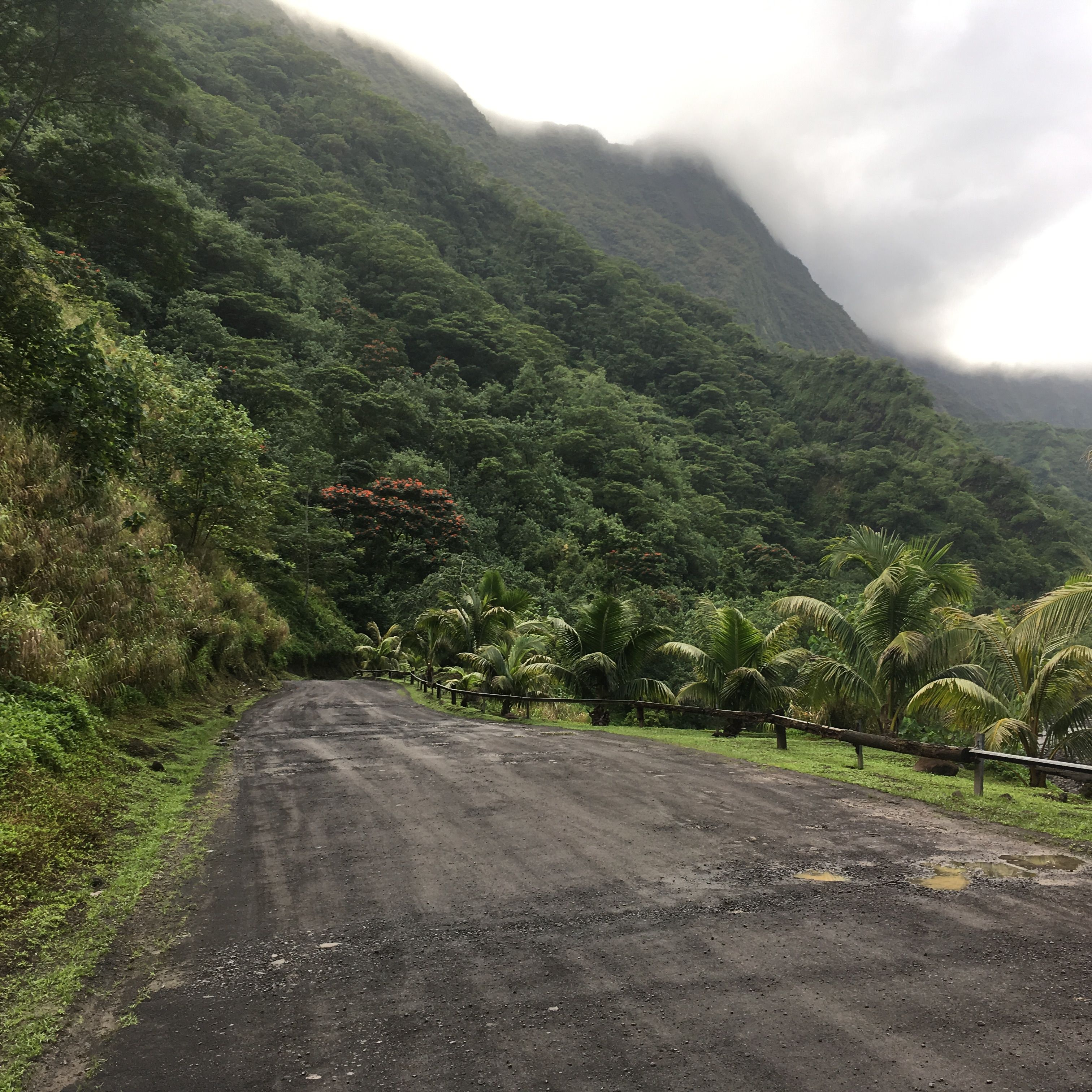
Vallée de Papenoo